# Richard Nizielski
Richard Nizielski, né le 27 juillet 1968 à Nottingham, est un patineur de vitesse sur piste courte australien.

## Biographie
Né en Angleterre mais de famille polonaise, Richard Nizielski et sa famille s'installent à Perth alors qu'il a 3 ans.
Il remporte la médaille de bronze en relais sur 5 000 m aux Jeux olympiques d'hiver de 1994 à Lillehammer.